# 가상 세계

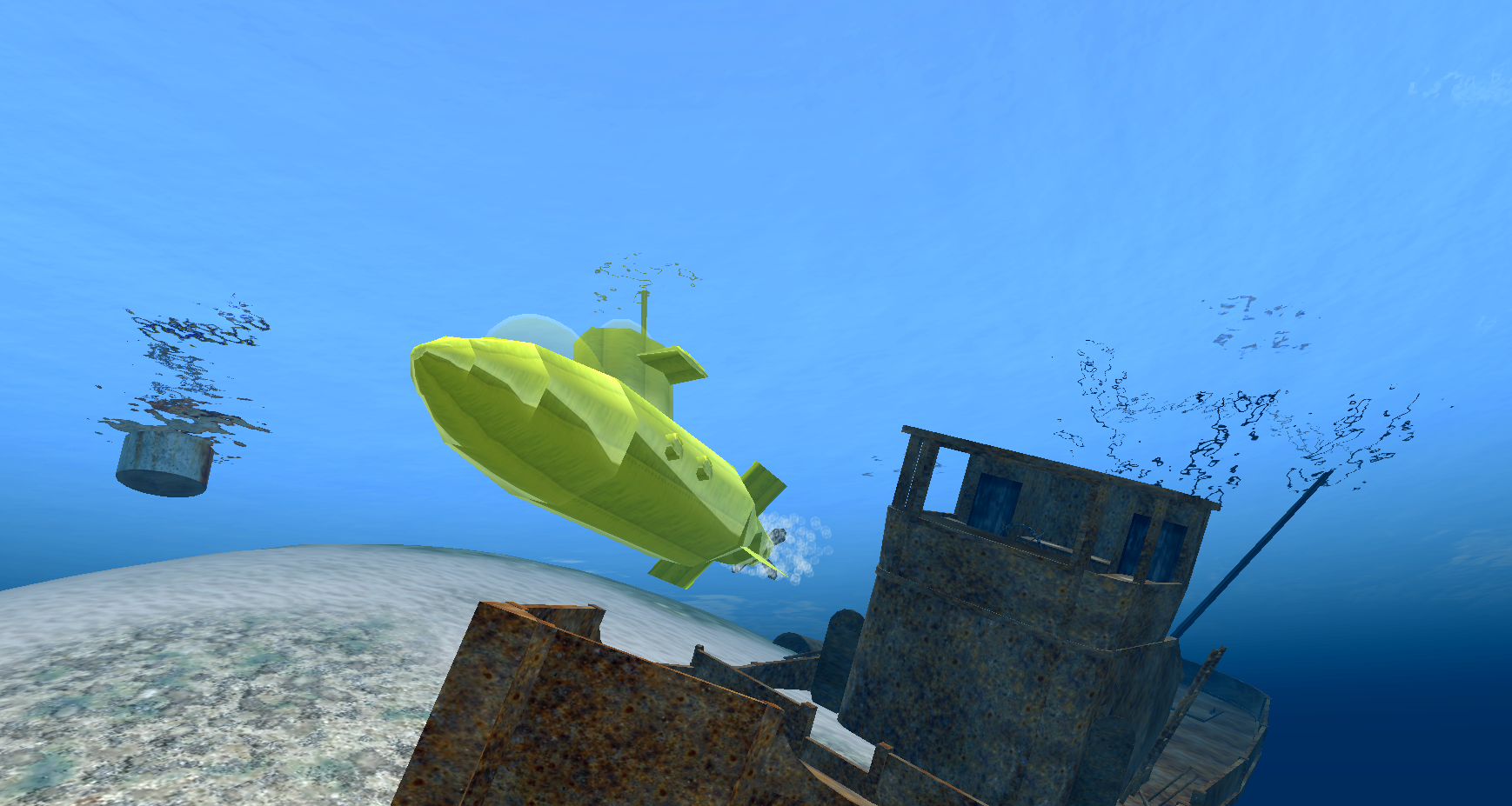
세컨드 라이프에서 창조된 노란색 잠수함.

가상 세계(假想世界, virtual world, massively multiplayer online world, MMOW)는 컴퓨터 기반 시뮬레이션 환경의 하나로서 개인 아바타를 만들 수 있는 수많은 사용자들에 의해 채워지며 가상 세계를 동시에, 또는 독립적으로 탐험할 수 있고 활동에 참여하며 다른 사람들과 대화할 수 있다. 이 아바타들은 텍스처 형태이거나 2D, 3차원 그래픽 형태로 보이곤 하며, 음성 및 터치 감각이 있는 실 영상 아바타 모습으로 보일 수도 있다. 일반적으로 가상 세계는 여러 사용자들이 참여한다.
컴퓨터 안에서 3차원 영상을 통해 생활하면서 마치 현실 세계와 같은 느낌을 느끼게 해준다. 인공현실(artificial reality), 가상환경(virtual environment), 합성환경(synthetic environment), 인공환경(artificial environment) 등이라고도 한다. 대표적인 예로 세컨드 라이프와 다다월즈가 있다. 어떤 특정한 환경이나 상황을 컴퓨터로 만들어서, 그것을 사용하는 사람이 마치 실제 주변 상황·환경과 상호작용을 하고 있는 것처럼 만들어 주는 인간-컴퓨터 사이의 인터페이스를 말한다.
가상 현실 게임은 현실 생활과 유사한 형태를 띠기도 하며 판타지 세계를 구현하기도 한다. 가상현실 세계는 중력, 운동, 지지, 커뮤니케이션과 같은 현실의 법칙을 따른다. MMORPG는 대표적인 가상 현실로서 실시간 액션과 커뮤니케이션을 기본으로 한다. 그러나 가상현실은 게임에만 한정되어 있는 것이 아니라 다양하게 이용될 수 있다.

## 역사
가상 세계의 개념은 컴퓨터 보다 상당히 앞서나간다. 로마의 박물학자 대 플리니우스는 지각적 착각(perceptual illusion)에 관심을 표했다.

## 같이 보기
- 가상 공간